# Toronia toru
Toronia toru är en tvåhjärtbladig växtart som först beskrevs av Allan Cunningham, och fick sitt nu gällande namn av I.A.S. Johnson & B.G. Briggs. Toronia toru ingår i släktet Toronia och familjen Proteaceae. Inga underarter finns listade i Catalogue of Life.